# Tristan Marquardt

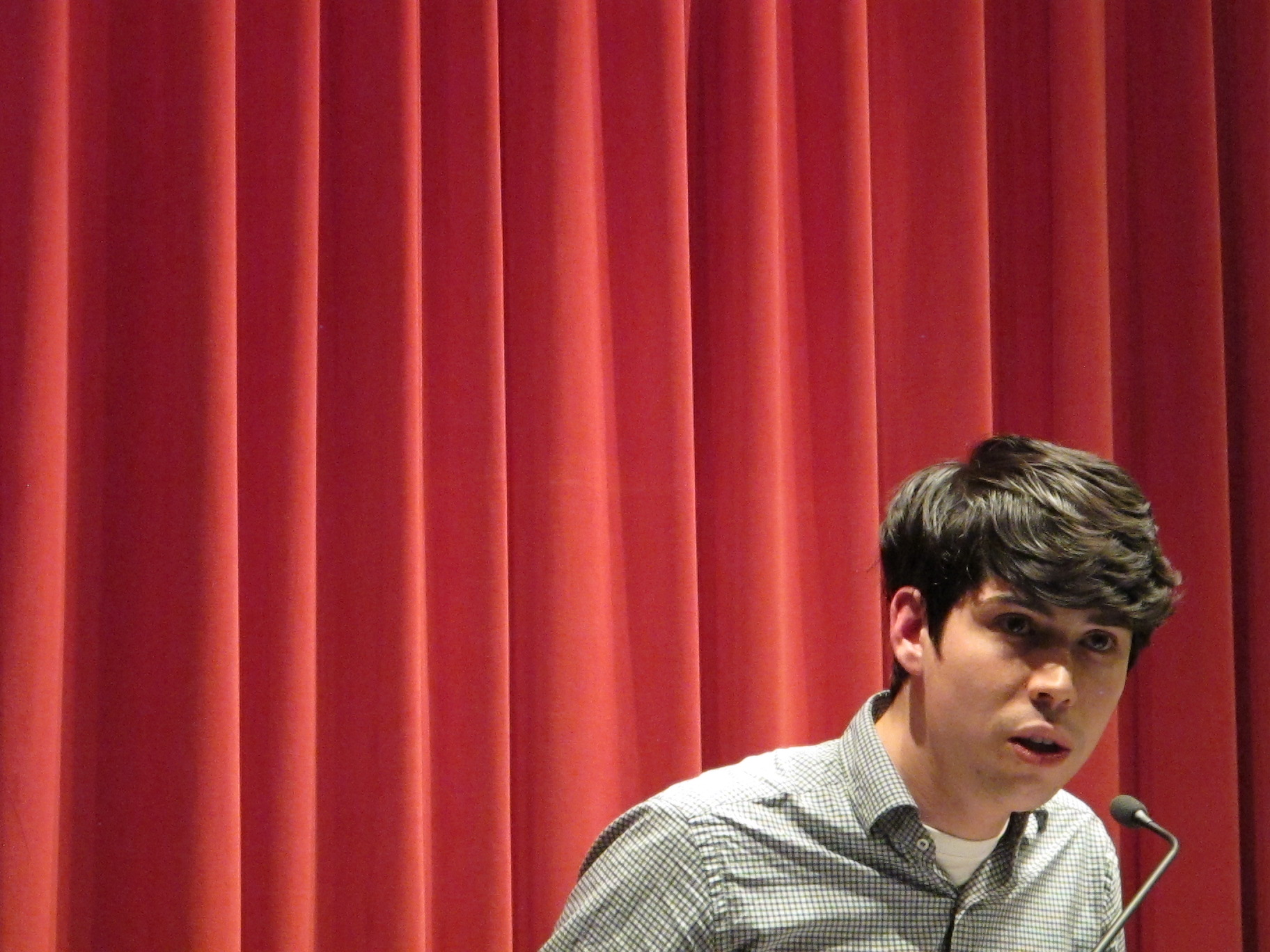
Tristan Marquardt bei einer Lesung im Lyrik Kabinett

Tristan Marquardt (eigentlich Alexander Rudolph; * 11. November 1987 in Göttingen) ist ein Lyriker, Literaturvermittler und Germanistischer Mediävist.

## Leben
Tristan Marquardt ist Mitglied des Berliner Lyrikkollektivs G13, das er gemeinsam mit anderen im Jahr 2009 gegründet hat. In diesem Rahmen verfasst er parallel zu seinem eigenen Schreiben auch Gemeinschaftstexte mit anderen Lyrikern und Lyrikerinnen. Ein Teil dieser Texte wurden vom Verlag SuKuLTuR im Oktober 2013 unter dem Titel das war absicht veröffentlicht. Darüber hinaus engagiert er sich generell für eine breitere Wahrnehmung von Lyrik in der Öffentlichkeit. So veranstaltet er seit 2012 die Lesereihe meine drei lyrischen ichs in München, war Mitinitiator des „Großen Tags der jungen Münchner Literatur“ und der Initiative „Unabhängige Lesereihen“. Seit 2017 betreibt er gemeinsam mit Tim Holland und Hannes Munzinger die Verlagsdependance hochroth München. Seine eigenen Texte liegen in Übertragungen in zahlreiche Sprachen vor.
Tristan Marquardt lebt in München.

## Auszeichnungen
- 2013: Feldkircher Lyrikpreis, 1. Platz (gemeinsam mit Tabea Xenia Magyar)[8]
- 2019: Bayerischer Kunstförderpreis Literatur

## Veröffentlichungen

### Einzeltitel
- das amortisiert sich nicht. Kookbooks, Berlin 2013, ISBN 978-3-937445-56-4.
- scrollen in tiefsee. Kookbooks, Berlin 2018, ISBN 978-3937445953.

### Herausgabe
- Unmögliche Liebe. Die Kunst des Minnesangs in neuen Übertragungen (mit Jan Wagner). Hanser, München 2017, ISBN 978-3-446-25654-5.

### Übersetzungen
- Marcel Beyer: Muskatblut, Muskatblüt. Mit Erstübersetzungen von Tristan Marquardt. Wunderhorn, 2016, ISBN 978-3-88423-532-4.

### Publikationen mit G13
- 40% Paradies. Gedichte des Lyrikkollektivs G13. Luxbooks, Wiesbaden 2013, ISBN 978-3-939557-70-8.
- Das war Absicht. SuKuLTuR, Berlin 2013, ISBN 978-3-95566-018-5.

### Wissenschaftliche Schriften
- Die Variationskunst im Minnesang. Studien am Beispiel Heinrichs von Rugge. de Gruyter, Berlin 2018, ISBN 978-3-11-060371-2.